# 企业家

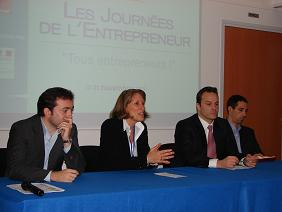
四位IBM高级事業群經理

企業家（法语、英语：Entrepreneur）又称资本家，是指自己創立并运营企業的人，会透过各种经营手段，不断扩展其版图，為企業長远利益著想，并承擔起企業成敗責任的人，有时会跨领域经营，目的是达到企业的最大利益，不輕易退休或轉職。

## 定义
把经济资源由较低的领域转移较高的领域。
法国早期经济学家讓-巴蒂斯特·賽伊认为，企业家是冒险家，是把土地、劳动、资本这三个生产要素结合在一起进行活动的第四个生产要素，他承担着可能破产的风险。
英国经济学家阿尔弗雷德·马歇尔认为，交易机企业家是以自己的创新力、洞察力和统帅力，发现和消除市场的不平衡性，创造会和效用，给生产过程提出方向，使生产要素组织化的人。
美国经济学家约瑟夫·熊彼特认为，企业家是不断在经济结构内部进行“革命突变”，对旧的生产方式进行“破壞性創新”，实现经济要素创新组合的人。他归纳了实现经济要素新组合（也就是创新）的五种情况：
1. 采用一种新产品或一种产品的某种新的特性；
2. 采用一种新的生产方法，这种方法是在经验上尚未通过鉴定的；
3. 开辟一个新市场；
4. 取得或控制原材料（或半成品）的一种新的供应来源；
5. 实现一种新的产业组织。熊彼特所谓的企业家，事实上是一种社会机制的人格化表述。

美国经济学家彼得·德鲁克也认为，企业家是革新者，是勇于承担风险、有目的地寻找革新源泉、善于捕捉变化、并把变化作为可供开发利用机会的人。
由上表述也可看出企业家的一些本质特征：冒险家，创新者。因此，不妨将企业家定义为：企业家是担负着对土地、资本、劳动力等生产要素进行有效组织和管理、富有冒险和创新精神的高级管理人才。企业家与一般厂长、经理等经营者之不同，主要表现就在于企业家敢于冒险，善于创新。企业家是经济学上的概念，企业家代表一种素质，而不是一种职务。直接解释：企业家就是企业中能够让企业合法经营、不断发展具有社会责任的人，有公益精神。

## 概念差異
接手前人所擁有的事業，作法若不具創新、突破或變革的特點，一般不符合「企業家」所蘊含「創立」的原義。如果事業傳承予接棒人或第二代，而在事業發展方面展現出求新求變、模式與前朝有顯著不同的特質，即合「企業家」的原義。差別在於企業內部再發展新創事業，或在集團以外建起新事業，但皆同「企業」的意涵。
商人是商界適用最廣泛的名詞；實業家的定義則趨近於「大型事業經營者」，只要合乎使所擁有的事業有效率地持續運轉，從營運生產中發揮高度「綜效」乃至於有獲利且盈餘，守成性質較多者，更適宜以「實業家」稱之。以商業術語來看，許多自己擁有事業的從商者可稱為實業家，並非每位經商、從商或有頻繁商業行為之人皆稱企業家。

## 相關条目
- 資本家

## 外部連結
- . 華爾街日報. 2010-12-17  [2011-04-30]. （原始内容存档于2013-04-28）.